# 吉田武男
吉田 武男（よしだ たけお、1954年4月5日 - ）は、日本の教育学者、筑波大学教授。
奈良県生まれ。奈良教育大学小学校教育課程卒、筑波大学大学院博士課程教育学研究科単位取得退学。奈良県の小学校教師をへて、関西外国語大学講師、助教授、1994年高知大学教育学部助教授、1998年筑波大学教育学系助教授、2007年同人間総合科学研究科准教授、2008年教授、2001年人間系教授・教育学類長。2006年「シュタイナーの人間形成論に関する研究 特に道徳教育に着目して」で博士（教育学）。

## 著書
- 『教職教養のための同和教育の基礎』協同出版 教職課程新書、1997
- 『シュタイナー教育を学びたい人のために シュタイナー教育研究入門 基礎編』協同出版、1997
- 『発想の転換を促すシュタイナーの教育名言100選』学事出版、2001
- 『シュタイナーの人間形成論 道徳教育の転換を求めて』学文社、2008
- 『「心の教育」からの脱却と道徳教育 －「心」から「絆」へ、そして「魂」へ－』 学文社、2013

### 共編著
- 『資料で学ぶ教育学』滝澤和彦、藤田剛志、尾上雅信、徳岡慶一共編著 大学教育出版、1991
- 『教育方法 その思想と実践の発達』佐伯正一共著 大阪教育図書、1994
- 『道徳教育とその指導法』編著 NSK教育ブックス、2001
- 『カウンセラーは学校を救えるか 「心理主義化する学校」の病理と変革』中井孝章共著 昭和堂、2003
- 『教師をダメにするカウンセリング依存症 学級の子どもを一番よく知っているのは担任だ!』藤田晃之共編著 明治図書出版、2007
- 『道徳教育の指導法の課題と改善 心理主義からの脱却』編著 NSK教育ブックス、2008
- 『スピリチュァリティ教育のすすめ 「生きる意味」を問い「つながり感」を構築するための本質的教育とは』飯田史彦共著 PHP研究所、2009
- 『学校教育と道徳教育の創造 講座現代学校教育の高度化』相澤伸幸、柳沼良太共著 学文社、2010
- 『道徳教育の変成と課題 「心」から「つながり」へ』田中マリア、細戸一佳共著 学文社、2010
- 『二一世紀は日本人の出番 震災後の日本を支える君たちへ』村上和雄、一二三朋子共著 学文社、2011
- 『道徳教育の根拠を問う―大自然の摂理に学ぶ―』中西真彦、結城章夫、村上和雄、土居正稔共著 学文社、2015